# Никитин, Владилен Валентинович
Владиле́н Валенти́нович Ники́тин  (30 октября 1936, Омск, РСФСР, СССР — 27 мая 2021) — советский государственный деятель. Один из создателей нефтегазового комплекса в Западной Сибири. Соратник Г.П. Богомякова. Депутат Совета Союза Верховного Совета СССР (1979—89 гг.) от Тюменской области, Народный депутат СССР. Кандидат в члены ЦК КПСС (1986—90 гг.).

## Образование
В 1961 году окончил Омский сельскохозяйственный институт, в 1976 году — Высшую партийную школу при ЦК КПСС.

## Карьера
- С 1961 года на работе в сельском хозяйстве Тюменской области: старший инженер треста совхозов, главный инженер производственного управления сельского хозяйства, директор совхоза, заместитель начальника объединения «Тюменнефтегаз» по сельскому хозяйству, начальник управления сельского хозяйства Исетского района.
- С 1972 года — 1-й секретарь Исетского райкома КПСС.
- С 1975 года — начальник Тюменского областного управления сельского хозяйства.
- С 1976 года — председатель Тюменского облисполкома. Именно на эти 9 лет (до 1985 г.) пришёлся период наиболее деятельного промышленного освоения тюменских нефтегазовых месторождений и строительства транспортного обустройства нефтегазовой отрасли области, объёмы добычи нефти были увеличены со 141 млн. тонн до 330 млн. тонн в год[2].
- С 1985 года — министр сельского хозяйства РСФСР, 1-й зам. председателя Государственного агропромышленного комитета РСФСР.
- 1989—1990 — первый заместитель председателя Совета Министров СССР — Председатель Госкомиссии Совмина СССР по продовольствию и закупкам.

В качестве руководителя сельского хозяйства Владилену Валентиновичу удалось сделать многое. Были удвоены возделываемые по интенсивным технологиям посевные площади и валовые сборы зерновых культур. Урожай зерновых по РСФСР в 1990 году составил 116,7 млн. тонн - одно из наивысших достигнутых за советское время значений. Под руководством В.В. Никитина  удалось добиться передовых показателей и в животноводстве – производство мяса говядины впервые перевалило отметку 4,1 млн. тонн в год, мяса свинины – 3,3 млн. тонн в год, а молока 55,7 млн. тонн в год, что способствовало улучшению продовольственного снабжения населения.
Отправлен в отставку из-за возникновения дефицита табачных изделий.
Умер 27.05.2021. Похоронен на Ваганьковском кладбище Москвы.

## Награды
- Орден Трудового Красного Знамени
- Орден Октябрьской Революции